# Vishap

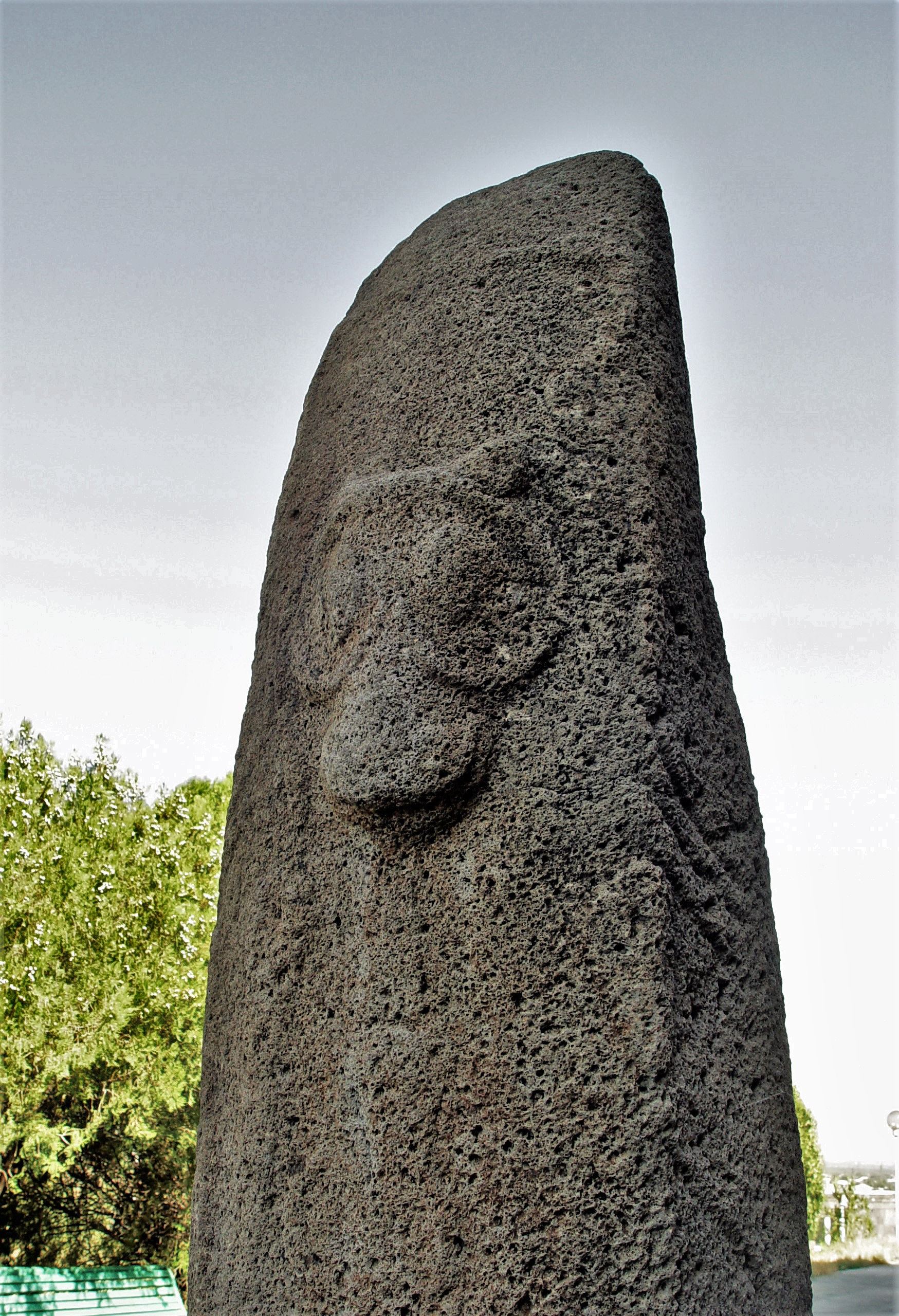
Esempio di vishap

Vishap (in armeno Վիշապ?, che significa drago o grande serpente) talvolta anche nella forma Višap è il nome con cui sono chiamate delle stele di pietra diffuse in Armenia.
Secondo le leggende medievali riportate nei codici custoditi nel Matenadaran a Erevan le cime dei monti dell'Armenia erano popolate da draghi giganteschi che governavano le tempeste e custodivano le sorgenti d'acqua. I draghi venivano rappresentati nei pascoli d'alta quota da stele di basalto posizionate verticalmente.
I vishap sono alti fino a 5 metri e ne esistono di due tipi, un tipo in cui la pietra è levigata fino ad assumere la forma di un parallelepipedo su cui viene rappresentata la testa di un capride con le corna ricurve e un secondo tipo in cui la pietra ha forma oblunga e tondeggiante che richiama la forma di un pesce. Il ritrovamento di vishap in cui le due caratteristiche coesistono dimostra che si tratta di una forma d'arte univoca, probabilmente legata a culti religiosi. Analisi al radiocarbonio di frammenti trovati in una fossa sepolcrale in cui era collocato un vishap hanno datato il fenomeno al III millenio a.C. epoca a cui risalgono probabilmente i più antichi.
Sono collocati nei pressi delle sorgenti di fiumi o laghi sui pascoli a quote comprese tra i 2000 e i 3000 m s.l.m., l'analisi dei vishap ritrovati e della letteratura dedicata collocano l'epicentro del fenomeno nelle montagne intorno al fiume Araks, si sono ritrovati dei vishap anche nelle aree montane della Turchia orientale e della Georgia meridionale. 
La prima menzione dell'esistenza di queste stele nell'area tra la città turca di Erzurum e il Lago Sevan risale a letteratura di viaggio di autori armeni. La prima pubblicazione dedicata risale al 1931 ad opera dell'archeologo di origini georgiane Nikolaj Jakovlevič Marr che pubblicò un testo in francese intitolato Les Vishaps corredato di tavole fotografiche risalenti ad una spedizione da lui condotta nel 1909-1910 sui monti Gheghama insieme allo storico dell'arte russo Jacob Ivanovič Smirnov.
Nessuno dei vishap esistenti nella sua collocazione originaria è ancora in posizione eretta, nell'età del bronzo alcuni furono riutilizzati come pietre tombali, nell'età del ferro alcuni vennero modificati dando loro delle forme antropomorfe come nel caso del vishap di Oltu (Turchia). In epoca uratriana  il sovrano Argishti I fece praticare delle incisioni cuneiformi su un vishap a Garni. In epoca medievale alcuni vennero usati per farne dei khachkar.
In epoche più recenti erano oggetto di venerazione da parte dei pastori yazidi che percorrevono l'area. Nel XX secolo, in epoca sovietica, diversi vishap vennero collocati nei parchi di Erevan.